# Планкенфельс
Планкенфельс (нем. Plankenfels) — община  в Германии, в Республике Бавария. 
Подчиняется административному округу Верхняя Франкония. Входит в состав района Байройт. Подчиняется управлению Хольфельд. Население составляет 865 человек (на 31 декабря 2010 года). Занимает площадь 14,01 км². Местные регистрационные номера транспортных средств (коды автомобильных номеров) (нем. Kraftfahrzeugkennzeichen) — BT.
Община подразделяется на 12 сельских округов.

## Население
По оценке на 31 декабря 2015 года население общины Планкенфельс составляет 898 чел. 

| Дата      | 1840 | 1871 | 1900 | 1925 | 1939 | 1950 | 1961 | 1970 | 1987 | 2011 |
| --------- | ---- | ---- | ---- | ---- | ---- | ---- | ---- | ---- | ---- | ---- |
| Население | 987  | 987  | 843  | 878  | 902  | 1196 | 936  | 914  | 798  | 887  |

| Год       | 1960 | 1970 | 1980 | 1990 | 2000 | 2009 | 2010 | 2011 | 2012 | 2013 | 2014 | 2015 |
| --------- | ---- | ---- | ---- | ---- | ---- | ---- | ---- | ---- | ---- | ---- | ---- | ---- |
| Население | 814  | 885  | 781  | 848  | 909  | 857  | 865  | 886  | 877  | 884  | 893  | 898  |